# Municipio de Center (condado de Atchison)
El municipio de Center (en inglés: Center Township) es un municipio ubicado en el condado de Atchison en el estado estadounidense de Kansas. En el año 2010 tenía una población de 625 habitantes y una densidad poblacional de 4,5 personas por km².

## Geografía
El municipio de Center se encuentra ubicado en las coordenadas 39°28′27″N 95°17′46″O / 39.47417, -95.29611. Según la Oficina del Censo de los Estados Unidos, el municipio tiene una superficie total de 138.75 km², de la cual 138,58 km² corresponden a tierra firme y (0,12 %) 0,17 km² es agua.

## Demografía
Según el censo de 2010, había 625 personas residiendo en el municipio de Center. La densidad de población era de 4,5 hab./km². De los 625 habitantes, el municipio de Center estaba compuesto por el 98,4 % blancos, el 0,64 % eran afroamericanos, el 0,16 % eran amerindios, el 0,16 % eran de otras razas y el 0,64 % eran de una mezcla de razas. Del total de la población el 0,8 % eran hispanos o latinos de cualquier raza.